# Михайлівська сільська рада (Новомосковський район)
| Михайлівська сільська рада — колишній орган місцевого самоврядування у Новомосковському районі Дніпропетровської області з адміністративним центром у с. Михайлівка. Сільській раді підпорядковані населені пункти: - с. Михайлівка - с. Левенцівка |

## Склад ради
Рада складається з 20 депутатів та голови.

## Керівний склад сільської ради
| ПІБ                           | Основні відомості                                                                     | Дата обрання | Дата звільнення |
| ----------------------------- | ------------------------------------------------------------------------------------- | ------------ | --------------- |
| Непорада Леонід Іванович      | Сільський голова, 1958 року народження, освіта, безпартійний                          | 26.03.2006   | 31.10.2010      |
| Дригола Валентина Анатоліївна | Сільський голова, 1972 року народження, освіта середня загальна, член Партії регіонів | 31.10.2010   |                 |

Примітка: таблиця складена за даними джерела